# Egbert de Vries
Egbert Jacob de Vries (Ermelo, 20 mei 1969) is een Nederlands bioloog, bestuurder en PvdA-politicus.

## Studie en loopbaan
Na het vwo in Sneek studeerde De Vries biologie aan de Rijksuniversiteit Groningen. Als afstudeerrichtingen had hij microbiologie en biochemie. Ook volgde hij aan deze universiteit een tweede studie energie- en milieukunde met bijvakken in filosofie en recht. Daarna deed hij ook nog een eerstegraads lerarenopleiding biologie aan de Universiteit van Amsterdam en een nascholing tot docent algemene natuurwetenschappen aan de Vrije Universiteit Amsterdam. In februari 2010 promoveerde hij aan de Universiteit van Amsterdam op het onderwerp Symbiosis of thrips and gut bacteria.
De Vries was van 1986 tot 1987 archiefmedewerker bij bouwbedrijf KATS in Leeuwarden. Tijdens zijn studie in Groningen was hij van 1989 tot 1990 vicevoorzitter van de universiteitsraad. Van 1993 tot 1999 was hij projectmedewerker bij NWO. Van 1999 tot 2003 was De Vries docent biologie en verzorging op het Spinoza Lyceum in Amsterdam, in 2002 vakdidacticus op de lerarenopleiding biologie van de UvA en in 2003 docent op het Vossius Gymnasium in Amsterdam. Van 2003 tot 2006 was hij beleidsadviseur van de HBO-raad. Van 2014 tot januari 2021 was hij directeur van de Amsterdamse Federatie van Woningcorporaties.
De Vries werd na het wethouderschap van Amsterdam directeur-bestuurder van het Samenwerkingsverband voortgezet onderwijs Amsterdam-Diemen. Daarnaast is hij lid van de raad van commissarissen van woningbouwvereniging Habeko Wonen, vennoot in Chitasand Vof, bestuursvoorzitter van Stichting Steun Banning, diaken en lid van de kerkenraad van de Oranjekerk en lid van de raad van advies van Stichting Regenboogcanon Nederland.

## Politieke loopbaan
De Vries is in de Amsterdamse politiek voor de Partij van de Arbeid actief geweest als afdelingsbestuurder van de Pijp (1994-1998), lid van de gemeenteraad met de portefeuilles volkshuisvesting, ruimtelijke ordening, verkeer en openbare ruimte (1998-2002) en raadsvoorzitter in Oud-Zuid (2002-2006). Tijdens deze periode was hij ook voorzitter van de PvdA delegatie naar de Partij van Europese Socialisten PES. In 2006, toen de PvdA met 10 van de 29 zetels de grootste partij werd in stadsdeel Amsterdam Oud-Zuid, is De Vries stadsdeelvoorzitter geworden. Op 1 mei 2010 vindt een aantal fusies plaats tussen de stadsdelen van Amsterdam. De stadsdelen Oud-Zuid en Zuideramstel worden samengevoegd tot stadsdeel Zuid (132.000 inwoners). De Vries was lijsttrekker voor de PvdA in het nieuwe stadsdeel bij de gemeenteraadsverkiezingen in 2010.
Vanaf 1 mei 2010 was De Vries vicevoorzitter van het stadsdeel Amsterdam Zuid. Bij de verkiezingen van 19 maart 2014 stelde hij zich niet opnieuw kandidaat en liep zijn periode als stadsdeelbestuurder af. Inmiddels was De Vries, op het congres van 15 februari 2014, gekozen als lid van het landelijk bestuur van de partij van de arbeid en uit dien hoofde ook lid van het curatorium van de WBS, functies die hij tot juli 2018 heeft vervuld. Tijdens de in maart 2015 gehouden verkiezingen voor de waterschappen stond De Vries voor de PvdA kandidaat voor het waterschap Amstel, Gooi en Vecht en werd gekozen in het algemeen bestuur. De leden van de PvdA kozen hem tot hun lijsttrekker voor de waterschapsverkiezingen in Amstel Gooi en Vecht maart 2019. Bij deze verkiezingen werd de PvdA de tweede partij en De Vries werd fractievoorzitter.
Zijn functie bij Amstel Gooi en Vecht gaf hij op toen de leden van de PvdA hem voordroegen als nieuwe wethouder van Verkeer en Vervoer, Water en Luchtkwaliteit van de gemeente Amsterdam. Hij werd tot wethouder gekozen op 20 januari 2021. Vanaf 26 januari dat jaar was hij voorzitter van de Vervoerregio Amsterdam. Op 1 juni 2022 nam hij afscheid als wethouder van Amsterdam.

## Privéleven
De Vries is gehuwd en lid van de Protestantse Kerk in Nederland (PKN).